# بلغورخانه مزار شیخ عبدالرحمن
بلغورخانه مزار شیخ عبدالرحمن مربوط به دورهٔ صفوی است و در شهرستان گلبهار، روستای نوزاد واقع شده‌است.
بلغورخانه که در فاصلهٔ ۳۰ متری شمال شرقی بنای آرامگاه عبدالرحمان گهواره‌گر است، به نظر می‌رسد مکانی بود که زوار برای رسیدن به بالای تپه ابتدا به این مکان ورود می‌کردند و سپس به وسیلهٔ پله‌ها یا مسیر شیب‌دار به سمت آرامگاه حرکت می‌کردند. این بنا از ساختمانی آجری به صورت سنگ‌چین تشکیل شده و بخش بالایی بنا به شکل آجرچین با گچ و گِل ایجاد گشته‌است.
این اثر در تاریخ ۵ تیر ۱۳۸۴ با شمارهٔ ثبت ۱۱۹۰۶ به‌عنوان یکی از آثار ملی ایران به ثبت رسیده‌است.